# Stora Snöån
Stora Snöån is een plaats in de gemeente Smedjebacken in het landschap Dalarna en de provincie Dalarnas län in Zweden. De plaats heeft 69 inwoners (2005) en een oppervlakte van 23 hectare. De plaats ligt aan het meer Haggen en de rivier de Snöån loopt langs de plaats.